# Adolfo Baloncieri
Adolfo Baloncieri (né à Castelceriolo d'Alessandria le 27 juillet 1897 et mort à Gênes le 23 juillet 1986,) est un footballeur italien, évoluant au poste d'attaquant dans les années 1920.

## Biographie
Après avoir débuté dans le club de sa ville natale Alessandria Calcio, Adolfo Baloncieri s'engage en 1925 avec le Torino. Il y remporte deux scudetti en 1927 et 1928 (celui de 1927 fut annulé en raison d'un arrangement).
Il a inscrit 25 buts en 47 sélections en équipe d'Italie entre 1920 et 1930. Il fut longtemps recordman des sélections dans son pays.
Baloncieri participa avec la Nazionale à trois éditions des Jeux olympiques, en 1920, 1924 et 1928. L'Italie obtient la médaille de bronze en 1928 à Amsterdam et Baloncieri inscrit 6 buts.